# ناقلة نفط (تصنيف تي أي)

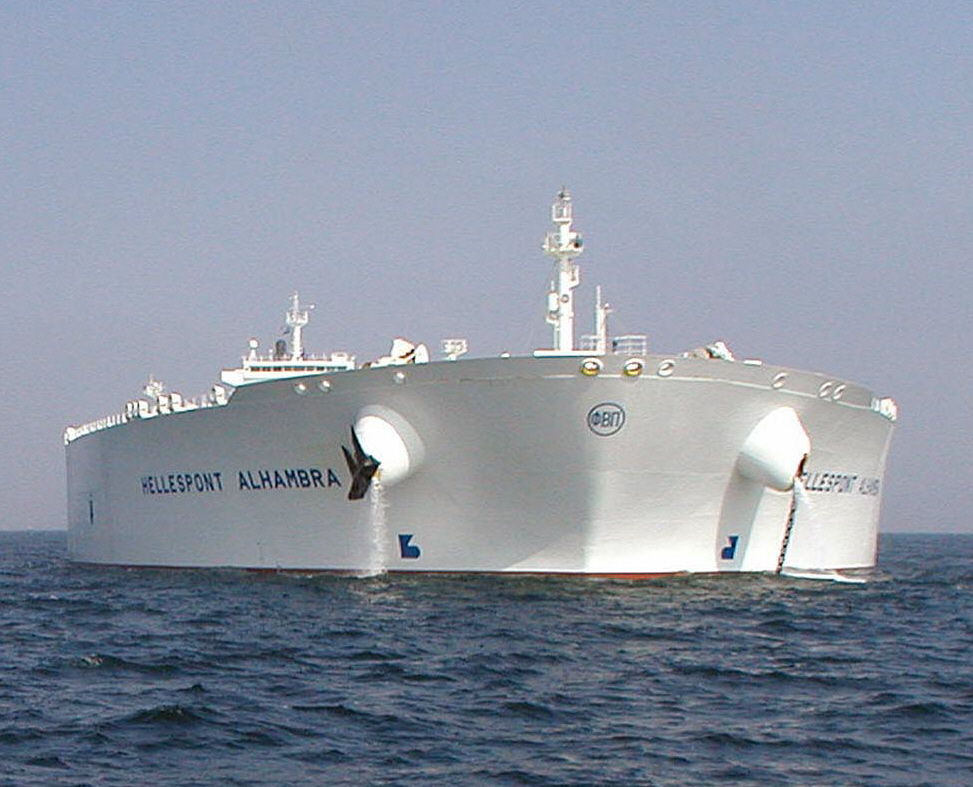
هيليسبونت الحمبرا تدخل المياه الأمريكية محملة بـ 440.000 طن نفط.

ناقلة نفط، تصنيف تي أي (بالإنجليزية: TI-class supertanker) هي أربعة سفن عملاقة لنقل البترول، من التصنيف TI Europe ، أو تصنيف هيلينسبوت-الهمبرا، تعتبر حاليا أكبر ناقلات للنفط في العالم وهي ذات غلافين. طول الواحدة منهم 380 متر ويبلغ عرضها 68 متر. كل منهم يزيد طولها نحو 19 متر عن أكبر سفينة ألور أوف ذي سيز السياحية، وأكبر نحو 5و7 متر من عرض «ألور أوف ذي سيز».

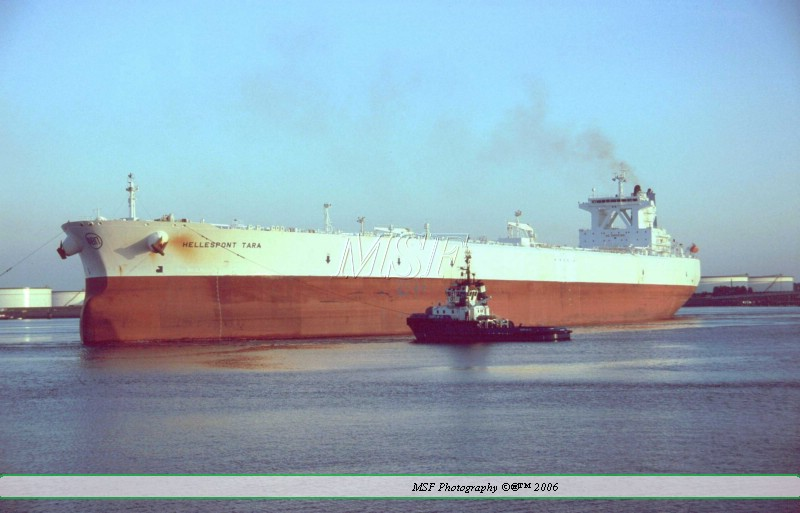
هيليسبونت تارا قبل تسميتها تي أي يوروب.

كانت أكبر ناقلة بترول قبلهم سيوايز جيانت قد أنهت خدمتها في عام 2010. تنتمي إلى هذا التصنيف الأربعة ناقلات المتماثلة "تي أي أفريقيا "" و "تي أي أسيا" و "تي أي أوروبا" و "تي أي أوشانيا " مع الإشارة إلى أن الاختصار "تي أي" يشير إلى شركة نقل البترول تانكرز إنترناسيونال المحدودة المسؤولية Limited liability company.
هذا التصنيف هو أول تصنيف للناقلات العملاقة التي ستعمل لمدة 25 سنة. تستطيع الناقلة منهم نقل 440.000 طن من النفط.

## التاريخ
بنيت الأربعة ناقلات العملاقة لشركة الملاحة هيليسبونت، وقامت بإنشائها شركة «دايفو شيببيلدينغ أند مارين إنجنيرينغ» في أوكبو، كوريا الجنوبية خلال الأعوام 2003/2002 . سمي هذا التصنيف في البدء «هيليسبونت الحمبرا» و «هيليسبونت فيرفاكس»، و «هيليسبونت متروبوليس» و«هيليسبونت تارا». اشترت الأربعة سفن في عام 2004.

## معلومات عن الناقلة
- بنيت=2003/2002
- بدأ العمل = منذ 2003
- عدد الناقلات = 4 [1]
- التصنيف: Ultra Large Crude Carrier
- الحمولة= 441,585 طن
- الانزياح= 67829 LT
- طول السفينة= 380 متر
- عرض السفينة: 68 متر
- الغاطس= 24.5 متر
- السرعة = 16.5 عقدة (محملة)
- السعة = |3.166.353 برميل
- تكلفة تصنيعها = نحو 100 مليون دولار أمريكي.
- بنيت = 2003/2002
- تعمل لشركة = Hellespont Steamship Corporation
- عدد العاملين = 37
- المحرك = 1 × HSD-Sulzer 9RTA84T-D ؛ 9 أسطوانات تعمل بمحرك ديزل بمرحلتين
- القدرة=36900 كيلووات
- المروحة = 1 [2]

## اقرأ أيضا
- ناقلة (سفينة)
- ناقلة بلو مارلين

- سفينة تموين روبرت بيري